# The Saint (sèrie)
The Saint és una sèrie de televisió britànica en 118 episodis de 50 minuts, dels quals 71 en blanc i negre, creada per Leslie Charteris, produïda per ITC Entertainment i difosa entre el 4 d'octubre de 1962 i el 9 de febrer de 1969 a la xarxa ITV.
The Saint  és una de les més llargues sèries d'aventures produïdes al Regne Unit, amb The Avengers.
A The Saint, Roger Moore interpreta Simon Templar, el detectiu de ficció creat per Leslie Charteris en els anys 1920 i apareixent en nombroses novel·les. La interpretació de Simon Templar per Roger Moore és de vegades considerada com un terreny de prova pel seu futur paper de James Bond. Se li va proposar dues vegades el paper de 007 durant la difusió de la sèrie, paper que va haver de refusar per les seves obligacions televisives. A un dels primers episodis de la sèrie, un dels personatges pren Simon Templar per James Bond.
Roger Moore és l'únic actor principal de tota la sèrie. La sèrie ha comptat amb alguns personatges recurrents, com l'inspector Teal, interpretat per Ivor Dean.
Simon Templar condueix generalment un Volvo 1800.

## Argument[4]
Anomenada «The Saint» per les inicials de Simon Templar és un detectiu aficionat amb un encant irresistible que acorrala els criminals a través de tot el món.
La sèrie, pertany resolutament al gènere de misteri al seu inici, va evolucionar a poc a poc cap a intrigues d'agent secret o fantàstiques. La transició blanc i negre-color, realitzada a la meitat de la difusió, va ser objecte d'una gran publicitat. Als primers episodis, Roger Moore trenca la quarta paret fent adreçar-se Simon Templar directament als telespectadors al començament de cada episodi. Amb el pas al color, va ser reemplaçat per una simple narració en off.
El 1978, la sèrie va donar lloc a una continuació titulada  Return of the Saint, amb Ian Ogilvy en el paper de Simon Templar, que no va tenir l'èxit esperat, ja qur els teleespectadors no van acceptar Ian Ogilvy en el paper del Sant.

## Repartiment[5]

### Actor principal
- Roger Moore: Simon Templar, anomenat The Saint

### Actors recurrents
- Ivor Dean: Inspector Claude Eustache Teal
- Larry Taylor: Alicron
- Justine Lord: Galaxy Rose
- Ricardo Montez: Carlos Segoia
- Suzanne Lloyd: papers diversos
- Arnold Diamond: Coronel Latignant
- Leslie Crawford: Dunn
- Shirley Eaton: papers diferents a tres episodis

Simon Dutton tindrà també el paper del títol durant sis telefilms rodats el 1989. 
Roger Moore mai més no va interpretar aquest paper després de 1969, massa ocupat en ser Brett Sinclair i després James Bond.